# Arkham Horror
Arkham Horror är ett brädspel baserat på H.P. Lovecrafts (m.fl.) litteratur om Cthulhumytologin. 1-8 spelare styr var sin utforskare i den fiktiva staden Arkham, och med hjälp av föremål, besvärjelser och ledtrådar om den mytiska världen dödar de monster, stänger portaler och fördriver förhoppningsvis bort ett ondskefullt kosmiskt väsen som håller på att vakna. Arkham Horror är ett samarbetsspel, det vill säga spelarna spelar tillsammans mot spelet och vinner eller förlorar som grupp.
Första versionen av Arkham Horror publicerades 1987 av Chaosium. En omgjord utgåva trycktes 2005 av Fantasy Flight Games, med revideringar 2007 och 2018. Spelet utformades av Richard Launius, Charlie Krank, Sandy Petersen och Lynn Willis och det finns i dag ett antal expansioner till spelet.